# Urve Karuks
Urve Karuks (bis 1956 Urve Aasoja, * 18. Januar 1936 in Tallinn; † 18. Juli 2015 in Toronto) war eine estnische Schriftstellerin.

## Leben
Karuks flüchtete mit ihrer Mutter und ihrem Bruder – ihr Vater war im damals von Deutschland besetzten Estland seit 1941 Polizeipräfekt von Saaremaa und 1943 ermordet worden – am Ende des Zweiten Weltkriegs 1944 nach Deutschland, wo sie in diversen Flüchtlingslagern ihre erste Schulbildung erhielt. 1951 übersiedelte sie nach Kanada. Sie ging in Toronto weiter zur Schule und studierte von 1962 bis 1966 an der University of Toronto Soziologie und Literatur. Nach ihrem Abschluss arbeitete sie als Sekretärin bei einer Telefongesellschaft und in der Firma ihres Mannes.

## Werk
Das schmale Werk von Urve Karuks ist seit ihrem Debüt sehr positiv aufgenommen worden. Gelobt wurde der reiche und originelle Sprachgebrauch einer „stark intellektuellen“ Dichtung, in der „die behandelten Probleme und Motive international sind, wie es bei ihrer älteren Dichterschwester Betti Alver … der Fall war.“ Auffällig ist ferner der in ihrer Dichtung direkt formulierte Dialog mit der aktuellen Lyrik in Estland, wenn sie beispielsweise spielerisch-zitierend auf ein kurz zuvor erschienenes Gedicht von Paul-Eerik Rummo eingeht.
Insgesamt ist ihre Dichtung, die teilweise durch jugendliche Radikalität und Übermut, Protest und Trotz gekennzeichnet ist, später im größeren Kontext der estnischen Lyrikerneuerung Ende der 1960er-Jahre gesehen worden, als im schwedischen Exil eine wichtige Sammlung von Kalju Lepik erschien und in Estland Bücher von Betti Alver, Artur Alliksaar und Andres Ehin.

## Auszeichnungen
- 1969 Literaturpreis der Esten in Kanada

## Bibliografie
- Savi ('Lehm'). Toronto: [s.n.] 1968. 62 S.
- Kodakondur (etwa 'Häusliche/r'[7]). Toronto: Mana 1976. 64 S.
- Laotusse lendama laukast. ('Aus dem Sumpfloch ins Firmament zu fliegen') Tallinn: Eesti Raamat 1992. 158 S.
- Kogutud luuletused ('Gesammelte Gedichte'). Koostanud Sirje Kiin. Tallinn: EKSA 2019. 327 S.

## Sekundärliteratur
- Alfred Kurlents: Savila flöödipuhuja, in: Tulimuld 4/1968, S. 246–248.
- Arvo Mägi: Võti otsi ise, in: Tulimuld 1/1977, S. 53–54.
- Ilse Lehiste: Omapärane luuletuskogu, in: Mana, 46, 1979, S. 65.
- Barbi Pilvre: Hambad sisse, in: Vikerkaar 11/1992, S. 88–89.
- Asta Põldmäe: Kes seakõrvast siidirahakotti teha katsub, in: Looming 2/1993, S. 266–267.
- Arno Oja: Urve Karuks, Lilithi järelkäija, in: Keel ja Kirjandus 10/2019, S. 829–834.